# Lunca (okręg Teleorman)
Lunca – wieś w Rumunii, w okręgu Teleorman, w gminie Lunca. W 2011 roku liczyła 1913 mieszkańców.